# Мінарети
Мінарети (англ. Minarets) — гора в Південних Альпах, 22-га за абсолютною висотою вершина Нової Зеландії та 8-ма за висотою «незалежна вершина» країни. Один з тритисячників країни, висотою 3040 метрів над рівнем моря.

## Географія

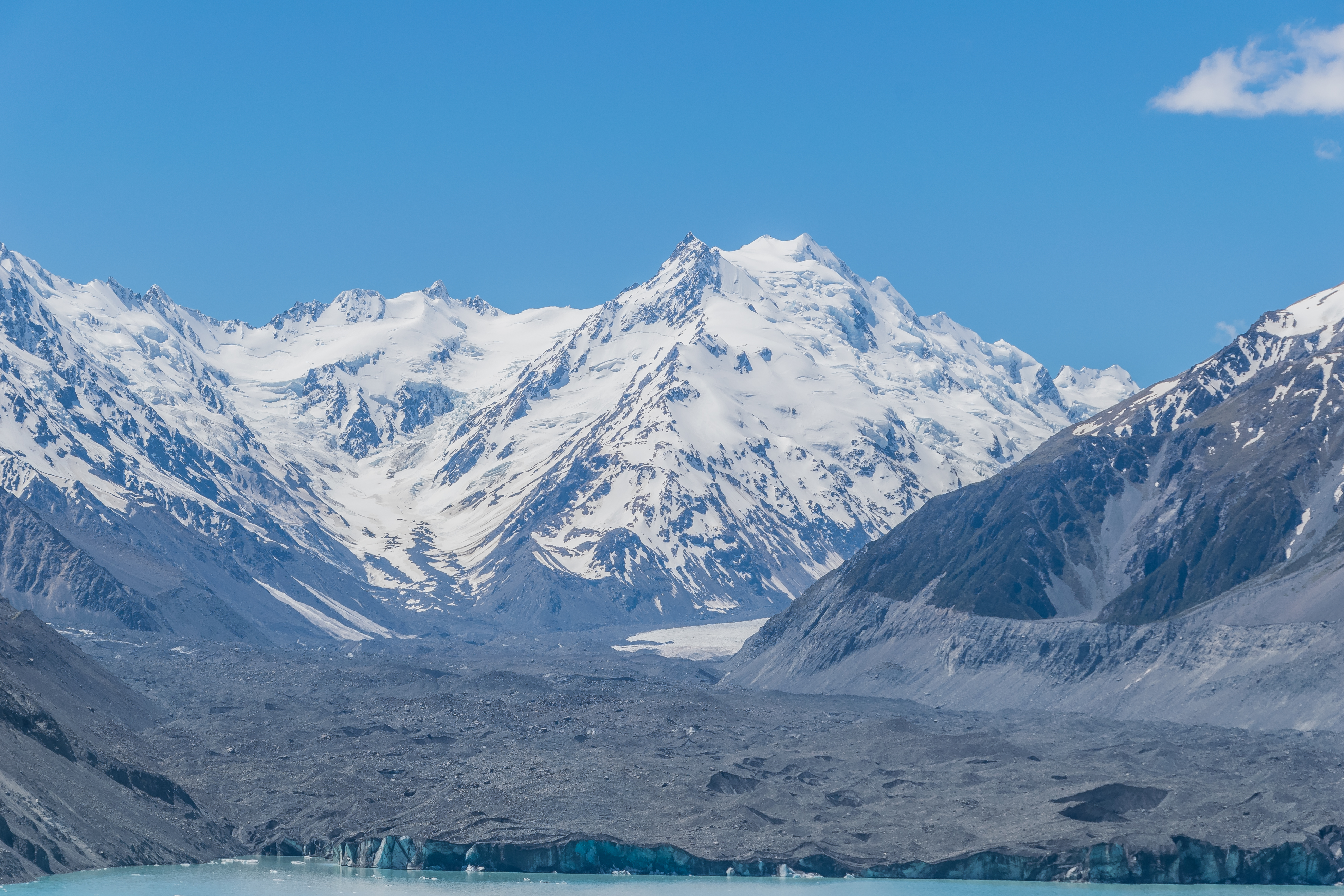
Мінарети (праворуч від центру)

Гора розташована в центрально-східній частині регіону Вест-Кост на кордоні з регіоном Кентербері, в національному парку «Маунт-Кук» на Південному острові Нової Зеландії. Має дві вершини: Головну (південно-східну) висотою 3040 м та Допоміжну (північно-західну) — 3031 м. Після гори Елі-де-Бомонт (3109 м), це найпівнічніший тритисячник країни і знаходиться за декілька кілометрів на північ від найвищих гір Нової Зеландії, в безпосередній близькості від яких знаходиться переважна частина інших вершин тритисячників. Всі вершини тритисячники країни розташовані на Південному острові.
Абсолютна висота вершини 3040 метри над рівнем моря. Відносна висота — 560 м. За цим показником гора відноситься до «незалежних вершин» і є 8-ю за абсолютною висотою у Новій Зеландії, в цьому списку. Найнижче ключове сідло вершини, по якому вимірюється її відносна висота, має висоту 2480 м над рівнем моря і розташоване за 2,5 км на захід-південний-захід (43°30′46″ пд. ш. 170°14′35″ сх. д. / 43.51278° пд. ш. 170.24306° сх. д.). Топографічна ізоляція вершини відносно найближчої вищої гори Елі-де-Бомонт (англ. Elie de Beaumont), яка розташована на північному сході, становить 5,2 км.

## Підкорення
Перше сходження здійснили Том Файф та Малкольм Росс 1895 року. Сходження відбулося зі скелі-бівуаку на схилі гори Де-ла-Беш (2950 м), яку вони підкорили напередодні.